# Kreiter Sattel
Der Kreiter Sattel (auch Kreither Sattel, im Volksmund auch Kojotenpass; italienisch Varco Kreit, Passo del Much oder Novale al Varco) ist ein 382 m hoher Bergsattel in Südtirol, der den südlichen Mitterberg zwischen Pfatten, auf dessen Gemeindegebiet der Übergang gelegen ist, und Kaltern überwindet.
Der Übergang verbindet, östlich ausgehend von der Örtlichkeit Stadlhof mit dem Versuchszentrum Laimburg, die Sohle des Etschtals bzw. das Unterland mit dem Überetsch auf der Höhe des Kalterer Sees bei der Ortschaft Klughammer. Die maximale Steigung auf der partiell gut ausgebauten und wenig befahrenen Straße beträgt 19 Prozent; sie ist ganzjährig geöffnet.
Das Umfeld des Kreiter Sattels ist geschichtlich bedeutsam. Auf dem nordseitig aufragenden Hohenbühl/Hohenbühel (690 m) und dem vorgelagerten Falzig befinden sich Reste von Wallburgen; Grabungen brachten am östlichen Fuß des Übergangs das spätbronze- bis eisenzeitliche Gräberfeld Stadlhof zu Tage. Landschaftsprägend sind die mittelalterlichen Geschichtszeugnisse: Auf der sich südlich oberhalb des Kreiter Sattels erhebenden Anhöhe (576 m) befindet sich die Leuchtenburg, östlich knapp unterhalb der Passhöhe die Laimburg.
Seinen Namen führt der Bergsattel vom westlich, unmittelbar unterhalb des Übergangs gelegenen mittelalterlichen Weinhof Kreit. Die italienische Bezeichnung wurde erst mit Ettore Tolomeis Prontuario dei nomi locali dell’Alto Adige im frühen 20. Jahrhundert geschaffen und vom italienischen Faschismus im Zuge seiner Italianisierungsbemühungen eingeführt.

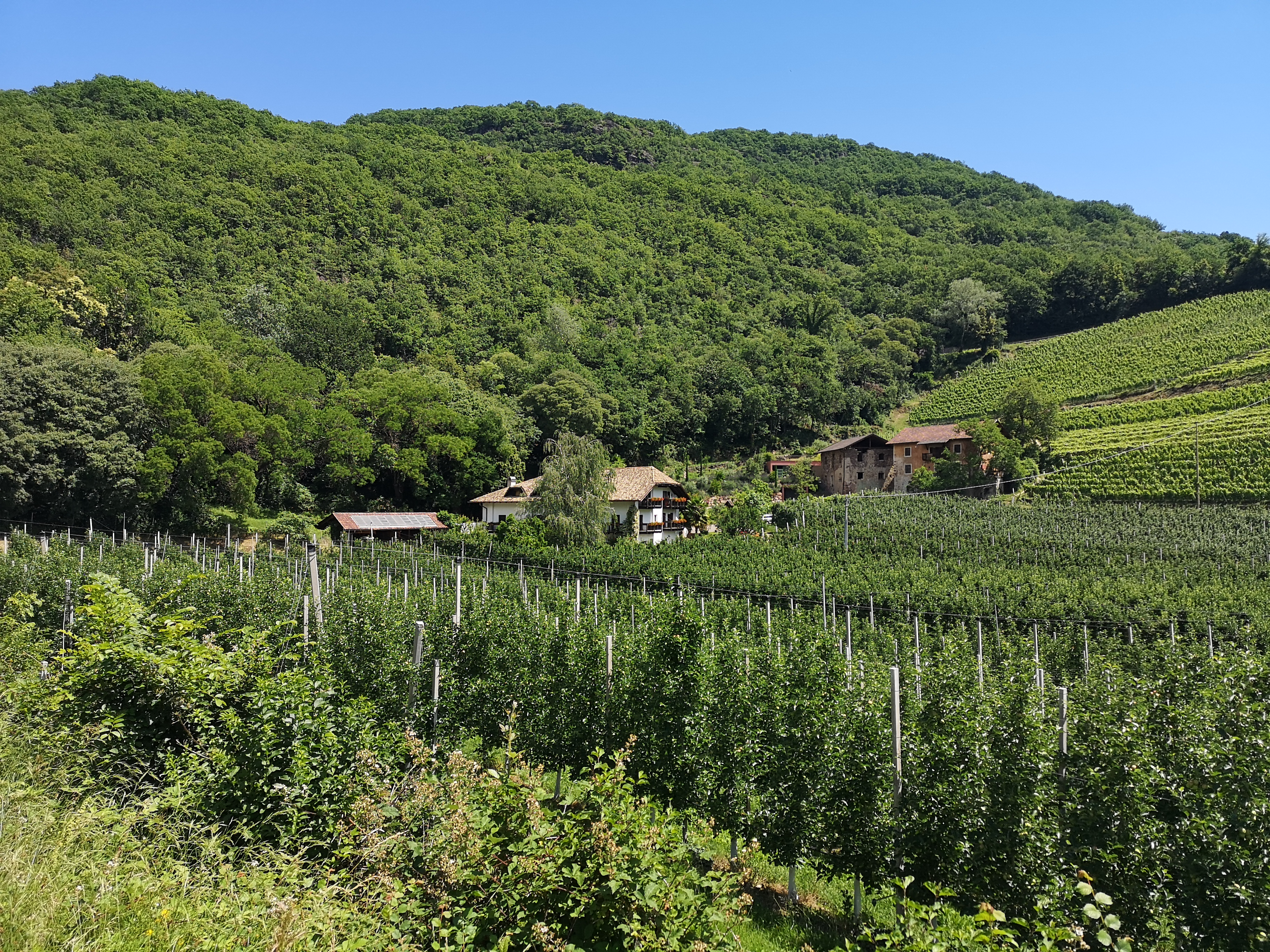
Der namengebende Kreithof westlich unterhalb der Passhöhe